# Diocesi di Siminina
La diocesi di Siminina (in latino Dioecesis Siminenensis) è una sede soppressa e sede titolare della Chiesa cattolica.

## Storia
Siminina, identificabile con Henchir-El-Haïrech, Bir-El-Djedidi nell'odierna Tunisia, è un'antica sede episcopale della provincia romana dell'Africa Proconsolare, suffraganea dell'arcidiocesi di Cartagine.
Sono solo due i vescovi documentati di Siminina. Deuterio fu presente al sinodo riunito a Cartagine dal re vandalo Unerico nel 484. Giuniano intervenne al concilio cartaginese del 525.
Dal 1933 Siminina è annoverata tra le sedi vescovili titolari della Chiesa cattolica; dal 17 dicembre 2024 il vescovo titolare è Iyad Twal, vescovo ausiliare di Gerusalemme dei Latini.

## Cronotassi

### Vescovi
- Deuterio † (menzionato nel 484)
- Giuniano † (menzionato nel 525)

### Vescovi titolari
- Nestor Bihonda † (6 maggio 1965 - 5 settembre 1968 nominato vescovo di Muyinga)
- Alphonse-Marie-Victor Fresnel, C.M. † (26 settembre 1968 - 21 luglio 1971 dimesso)
- Petero Mataca † (27 agosto 1974 - 10 aprile 1976 nominato arcivescovo di Suva)
- Simon-Victor Tonyé Bakot (26 gennaio 1987 - 22 marzo 1993 nominato vescovo di Edéa)
- Giacinto-Boulos Marcuzzo (29 aprile 1993 - 29 ottobre 1994 nominato vescovo titolare di Emmaus)
- Robert Patrick Maginnis † (24 gennaio 1996 - 14 settembre 2022 deceduto)
- Iyad Twal, dal 17 dicembre 2024